# 리아마모자이크꼬리쥐
리아마모자이크꼬리쥐(Melomys howi)는 쥐과에 속하는 설치류의 일종이다. 인도네시아 타님바르 제도 셀라 서부 지역의 작은 섬, 리아마 섬에서만 발견된다. 거의 알려져 있지 않으며 다른 섬에도 서식하는 것으로 추정된다. 리아마모자이크꼬리쥐의 근연종은 겉모습이 유사한 파푸아초원모자이크꼬리쥐(Melomys lutillus)이다. 국제 자연 보전 연맹(IUCN)은 리아마모자이크꼬리쥐에 대한 정보가 충분하지 않기 때문에 보전등급을 "정보부족종"으로 분류하고 있다.